# Marco Marcato
Marco Marcato (ur. 11 lutego 1984 w San Donà di Piave) – włoski kolarz szosowy, zawodnik profesjonalnej grupy UAE Abu Dhabi.
Największym sukcesem zawodnika jest wygrana w wyścigu Paryż-Tours w 2012 roku i trzecie miejsce w Tour de Pologne w 2011 roku. W 2011 roku zwyciężył w Tour de Vendée. Jest sprinterem.

## Najważniejsze zwycięstwa i sukcesy
2005
- 1. miejsce na 2. etapie Tour de Slovénie

2006
- 4. miejsce w Coppa Bernocchi

2007
- 1. miejsce na 5. etapie Tour of Ireland
- 2. miejsce w Grand Prix Pino Cerami
- 5. miejsce w Circuit Franco-Belge

2008
- 4. miejsce w Tour de Wallonie

2009
- 3. miejsce w Tour de Luxembourg
  - 1. miejsce w klasyfikacji młodzieżowej
- 8. miejsce w Tour de Pologne

2010
- 2. miejsce w Tour de Wallonie
- 2. miejsce w Druivenkoers-Overijse
- 2. miejsce w Giro Della Toscana
- 2. miejsce w Coppa Sabatini
- 3. miejsce w Grand Prix Pino Cerami

2011
- 3. miejsce w Tour de Pologne
- 1. miejsce w Tour de Vendée
- 2. miejsce w Etoile de Bessèges
- 2. miejsce w Paryż-Tours
- 2. miejsce w Grand Prix Pino Cerami

2012
- 1. miejsce w Paryż-Tours
- 1. miejsce na 4. etapie Étoile de Bessèges
- 2. miejsce w Grand Prix Cycliste La Marseillaise
- 3. miejsce w Circuit de Lorraine Professionnel
- 6. miejsce w GP Ouest-France
- 7. miejsce w Gandawa-Wevelgem

2013
- 5. miejsce w Tour de Wallonie

2014
- 10. miejsce w Eneco Tour

2015
- 2. miejsce w Gran Premio Industria e Commercio di Prato
- 2. miejsce w Druivenkoers-Overijse
- 2. miejsce w Classic Loire Atlantique
- 3. miejsce w Post Danmark Rundt

2016
- 3. miejsce w Druivenkoers-Overijse